# St. Georg (Immenstadt im Allgäu)

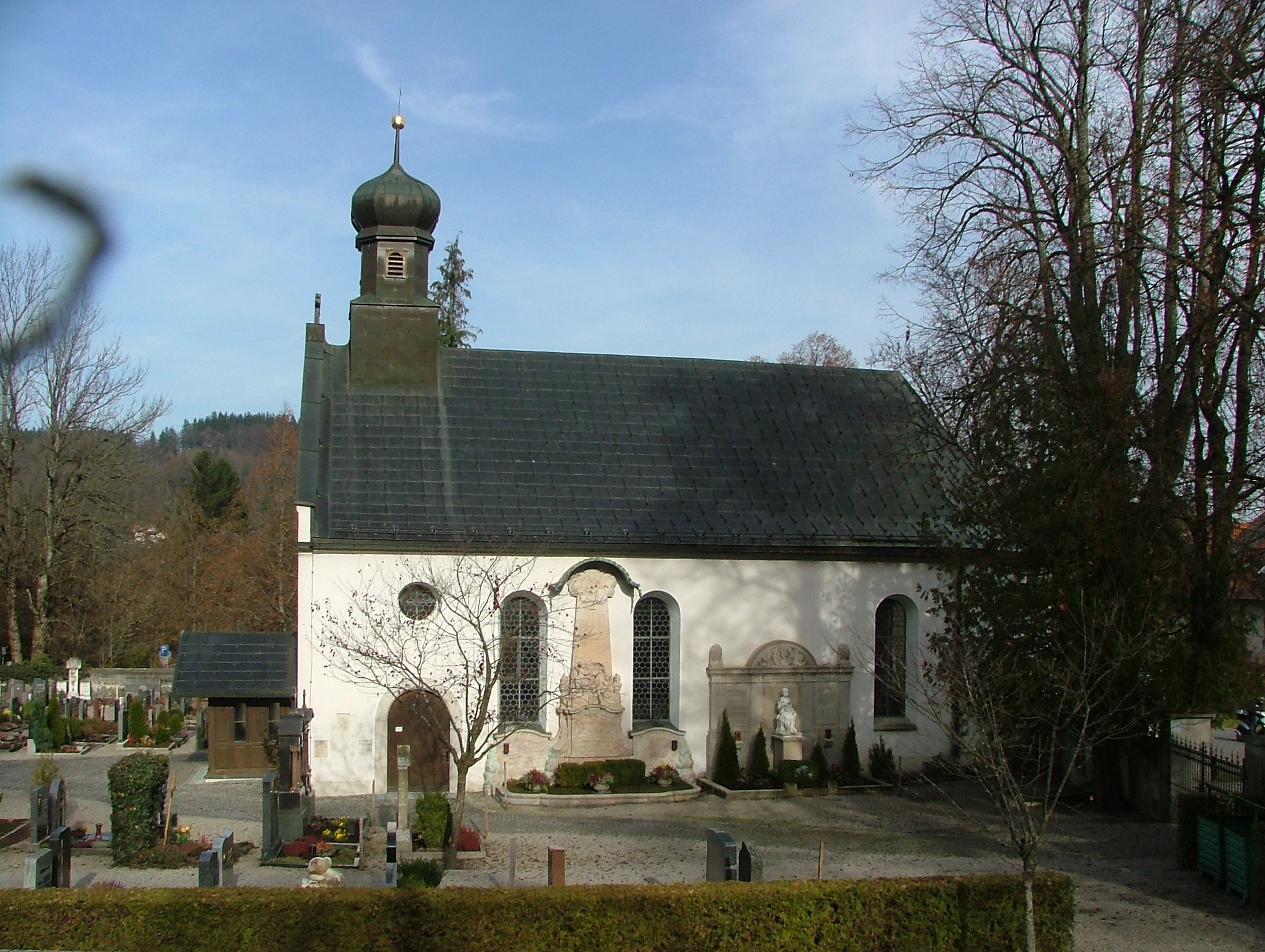
St. Georg

Die Gottesackerkapelle St. Georg befindet sich auf dem Friedhof in Immenstadt im Allgäu. Das denkmalgeschützte Gebäude hat die Adresse Adolph-Probst-Straße 12.

## Beschreibung und Geschichte
St. Georg ist ein Saalbau mit dreiseitigem Schluss und Dachreiter. Auf der Ostseite ist eine Sakristei vorgebaut. Der Chor stammt noch aus dem Jahr 1619, das Langhaus wurde anlässlich der Umgestaltung 1801/02 neu aufgebaut.
Die Kapelle geht auf eine Stiftung des Freiherren Georg von Königsegg-Rothenfels im Jahr 1619 zurück. Der Bau war ursprünglich im Stil der Renaissance gehalten, wurde aber starken Veränderungen unterworfen. In den Jahren 1801/02 wurde die Kapelle grundlegend umgestaltet; von C. Dornach stammen der Marmoraltar und die Sandsteinfiguren des heiligen Georg und des heiligen Florian. Ludwig Glötzle schuf die Gemälde für die Kapelle.
Der Altar ist der heiligen Jungfrau Maria, dem heiligen Sebastian und dem heiligen Rochus geweiht. Stuckprofilrahmen an den Wänden des Schiffes umfassen vier biblische Szenen: Adam und Eva im Paradies, Isaaks Opferung, die Anbetung der Hirten und die Kreuzigung Jesu.
Die Chorwölbung ist mit einer Darstellung der Auferweckung der Tochter des Jairus geschmückt. Eine Statue des ruhenden Heilands am Hochaltar wurde nach dem Zweiten Vatikanischen Konzil aus der Kapelle entfernt und befindet sich seitdem in der Pfarrkirche St. Nikolaus.
An und in der Kapelle sind mehrere Gedenktafeln angebracht, unter anderem für den Landwehrlieutenant Armin Frey, der 1870 in Orléans fiel, und für Lorenz Weckert, einen Reserveleutnant, der im Ersten Weltkrieg 1916 in Verdun zu Tode kam.